# رسته (ریاضیات)
یک رسته در ریاضیات، ساختاری جبری است که در آن سازه‌های ریاضی و روابط میان آن‌ها به صورت مجرد بررسی می‌شود. در یک رده، سازه‌ها یا اشیاء و پیکان‌های میان آن‌ها مستقل از اینکه اشیاء چه هستند مورد بررسی قرار می‌گیرد.

## تعریف
یک رده {\displaystyle C} عبارت است از:
- یک کلاس {\displaystyle Ob(C)} از اشیا یا سازه‌ها،
- یک کلاس {\displaystyle hom(C)} یا {\displaystyle mor(C)} از پیکانها یا ریختارها (یا مورفیسم‌ها). یک عضو {\displaystyle f\in hom(C)} عبارت است از یک پیکان {\displaystyle f:a\to b} برای دو سازه {\displaystyle a,b\in Ob(C)}. نویسه {\displaystyle hom(a,b)} نمایانگر کلاس پیکان‌های میان دو شیء {\displaystyle a} و {\displaystyle b} است.
- یک عمل دوتایی {\displaystyle \circ } روی {\displaystyle hom(C)} که به آن ترکیب می‌گوییم. به گونه‌ای که برای هر سه سازه

{\displaystyle a,b,c\in Ob(C)} داریم {\displaystyle \circ :hom(b,c)\times hom(a,b)\to hom(a,c)} و این عمل خواص زیر را دارد:
۱. شرکت پذیری: اگر {\displaystyle g:b\to c}،{\displaystyle f:a\to b} و {\displaystyle h:c\to d} آنگاه: {\displaystyle h\circ (g\circ f)=(h\circ g)\circ f}
۲. همانی: برای هر {\displaystyle x\in Ob(C)}، یک پیکان {\displaystyle 1_{x}:x\to x} به نام ریختار همانی موجود است که: برای هر ریختار {\displaystyle f:a\to b} داریم:
{\displaystyle 1_{b}\circ f=f=f\circ 1_{a}}.
برای آسانی در نوشتار معمولاً نویسه {\displaystyle f\circ g} را به صورت {\displaystyle fg} خلاصه می‌کنیم.

## نمونه‌ها
- رده {\displaystyle Set} که سازه‌های آن مجموعه‌ها و پیکانهای آن تابع‌های میان مجموعه‌ها هستند. به زبان دیگر: {\displaystyle S\in Set} یک مجموعه و {\displaystyle f\in hom(S,T)} یک تابع از مجموعه {\displaystyle S} به مجموعه {\displaystyle T} است.
- رده {\displaystyle Gr} که سازه‌ها یا اشیاء آن گروه‌ها و پیکانهای یا ریختارهای آن همریختی‌های گروهی هستند. به زبان دیگر: {\displaystyle G\in Gr} یک گروه و {\displaystyle f\in hom(G,H)} یک همریختی گروهی {\displaystyle f:G\to H} است.
- رده {\displaystyle Ring} که سازه‌ها یا اشیاء آن حلقه‌ها و پیکانهای یا ریختارهای آن همریختی‌های حلقه‌ای هستند. به زبان دیگر: {\displaystyle R\in Ring} یک حلقه و {\displaystyle f\in hom(R,S)} یک همریختی حلقه‌ای {\displaystyle f:R\to S} است.
- رده {\displaystyle Top} که سازه‌های آن فضاهای توپولوژیک و پیکانها، تابع‌های پیوسته میان فضاهای توپولوژیک هستند.

## گونه‌های ریختارها
یک ریختار (یا پیکان) {\displaystyle f:a\to b} را:
- یک به یک گوییم اگر از {\displaystyle fg_{1}=fg_{2}} برای همه ریختارهای {\displaystyle g_{1},g_{2}:x\to a} نتیجه شود: {\displaystyle g_{1}=g_{2}}.
- پوشا گوییم اگر از {\displaystyle g_{1}f=g_{2}f} برای همه ریختارهای {\displaystyle g_{1},g_{2}:b\to x} نتیجه شود: {\displaystyle g_{1}=g_{2}}.
- دوسو گوییم اگر یک به یک و پوشا باشد.
- یکریختی گوییم اگر دارای وارون باشد یعنی یک ریختار {\displaystyle g:b\to a} وجود داشته باشد که:

{\displaystyle fg=1_{b}} و {\displaystyle gf=1_{a}}.